# مطبخ كوبي
يتميزالمطبخ الكوبي باحتوائه على فنون الطهو التي تجمع طرق الطهو الأسبانية والأفريقية ومطبخ جزر البحر الكاريبي.

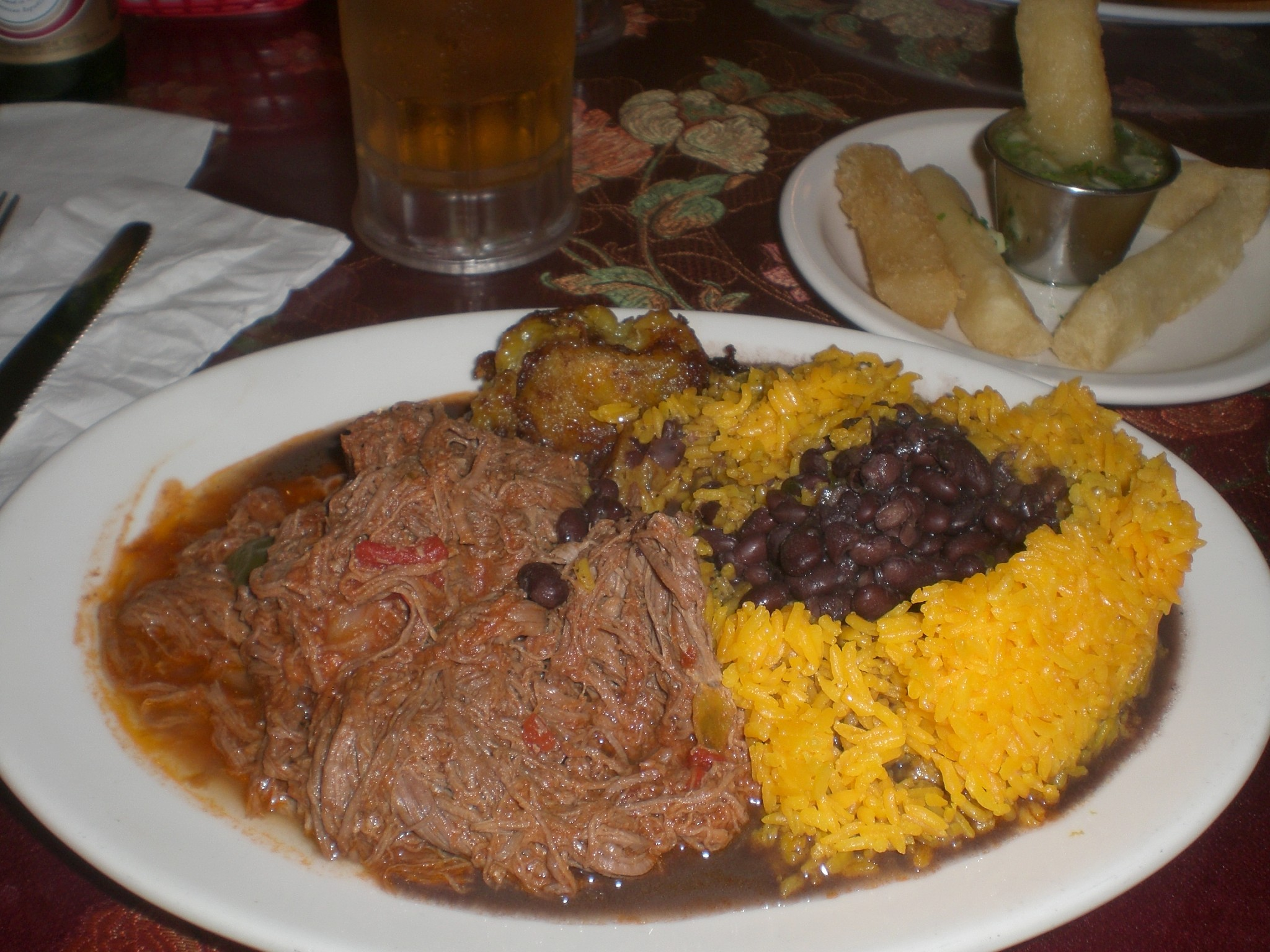
وجبة اللحم المفروم في صلصة الطماطم ,أرز وفاصوليا حمراء وخضار اليوكا، وتسمى الوجبة "روبا فييخا".

ويختلف المطبخ الكوبي عن المطبخ المكسيكي، بعكس ما يتوقعه الزائر القادم من البلاد العربية أو أوروبا أو كندا أو الولايات المتحدة الأمريكية. فينما طرق الطهو المكسيكية هي توليف بين طرق الطهو الأسبانية وطرق الهنود الحمر، سكان البلد الأصليين، فقد تأثر المطبخ الكوبي بثقافات بلاد كثيرة لعبت دورا كبيرا في تاريخ كوبا.
ومن الأكلات الشائعة في كوبا الأرز والفاصوليا الجافة، حيث يطبخا سويا أو كل بمفرده. وعند طبخهما سويا يسمى الطعام «أروزو كونجري» Arroz congri أو «كونجري»، وفي حالة طبخ الأرز بمفرده والفاصوليا بمفردها ثم يخلطا مع بعضهما فيسمى الطعام «أروزو كون فريوليس» Arroz con Frijoles.
يطبخ الأرز والفاصوليا الحمراء مع البصل المخرط والتوم وأوراق الغار، ثم توضع في الفرن لمدة 20 دقيقة.

## لمعلومات أكثر
- Villapol, Nitza: Cocina Cubana, 3ed., ISBN 959-05-0042-0, Editorial Cientifico-Técnica, Habana, 1992.
- Reyes Gavilán y Maen, Maria Antonieta: Delicias de la mesa. Manual de Cocina y Reposteria, 12ed., Ediciones Cultural S.A., La Habana, 1952.
- Aróstegui, Gonzalo, et al.: Manual del Cocinero Criollo, Cuba, 19th century.

## وصلات خارجية
- وصفات تحضير طعام كوبي مجانية
- الأكل بالطريقة الكوبية
- مقالات عن المطبخ الكوبي
- عدة وصفات طعام كوبي